# High School (singolo)
High School è un brano musicale della rapper trinidadiana Nicki Minaj e del rapper Lil Wayne pubblicato il 16 aprile 2013, estratto come terzo singolo dalla ristampa del suo secondo album, Pink Friday: Roman Reloaded - The Re-Up. Il brano è stato scritto e prodotto da Boi-1da e da T-Minus e scritto anche da Nicki Minaj e Lil Wayne.
Ha raggiunto il 64º posto nella Billboard Hot 100, e ha raggiunto il 15º e 20º posto nella Billboard Hot Rap Songs e nella Hot R&B/Hip-Hop Songs. Altrove, il singolo si è posizionato al 31º posto nel Official Singles Chart.

## Classifiche
| Classifica (2013-21)      | Posizione massima |
| ------------------------- | ----------------- |
| Australia                 | 57                |
| Belgio (Fiandre)          | 12                |
| Belgio (Vallonia)         | 9                 |
| Canada                    | 81                |
| Francia                   | 91                |
| Irlanda                   | 47                |
| India                     | 14                |
| Paesi Bassi               | 83                |
| Regno Unito               | 31                |
| Scozia                    | 34                |
| Stati Uniti (R&B/Hip-Hop) | 20                |
| Stati Uniti               | 64                |